# Saint-Germier, Deux-Sèvres

Saint-Germier este o comună în departamentul Deux-Sèvres, Franța. În 2009 avea o populație de 192 de locuitori.